# Arrow on The Doorpost
«La flecha en el Marco de la Puerta» —título original en inglés: «Arrow On The Doorpost»— es el decimotercero episodio de la tercera temporada de la serie de televisión de horror posapocalíptica, The Walking Dead. Fue estrenado en la cadena televisiva AMC en los Estados Unidos el 10 de marzo de 2013, FOX hizo lo propio en España e Hispanoamérica los días 11 y 12 del mismo mes. En este episodio, Rick Grimes y el Gobernador se encuentran cara a cara, con el pretexto de hacer una solución pacífica para evitar más derramamiento de sangre.
El episodio recibió comentarios generalmente positivos de los críticos, y fue visto por 11.460.000 espectadores, presentando un ligero aumento en las calificaciones del episodio anterior.

## Argumento
En un intento de detener el derramamiento de sangre, Rick (Andrew Lincoln) se reúne y negocia con El Gobernador (David Morrissey) en un granero, al que ambos se presentan en apariencia desarmados. Pero El Gobernador en secreto tiene una pistola pegada debajo de la mesa. Ambos hombres han traído sus respectivos compañeros y escoltas, en el caso de Rick: Daryl (Norman Reedus) y Hershel (Scott Wilson), mientras que El Gobernador ha elegido a Martínez (Jose Pablo Cantillo y Milton (Dallas Roberts). Los grupos inicialmente hostiles comienzan a interactuar, Daryl y Martínez matan caminantes juntos y Milton examina la pierna de Hershel.
Después de haber negociado de manera aparentemente diplomática, Andrea (Laurie Holden) entra en el granero para unirse a la discusión. Rick revela su plan de una división territorial clara con un río como frontera, pero El Gobernador se niega e indica que únicamente se presentó para aceptar la rendición incondicional del grupo de Rick. El Gobernador y Rick despiden a Andrea, para continuar hablando en privado. En el exterior, Hershel confirma a Andrea que El Gobernador abusó sexualmente de Maggie (Lauren Cohan), antes de ofrecerle la oportunidad de volver al grupo, advirtiéndole que de quedarse, sería de forma permanente.
En la prisión, Merle (Michael Rooker) quiere venganza y teme por su hermano. Argumenta que deben atacar preventivamente al Gobernador, en la reunión, pero los otros se han comprometido a obedecer las órdenes de Rick y esperar. Sin embargo Merle se encuentra temeroso de que su hermano menor sea víctima de El Gobernador.
En la reunión, El Gobernador culpa a Merle por sus atrocidades. Él revela que tiene al grupo de Rick vigilado, y advierte que Woodbury tiene mayor población y capacidad de fuego. Finalmente El Gobernador le ofrece whisky a Rick y relata la historia sobre la muerte de su esposa. Sin embargo, Rick expresa cierto escepticismo, y El Gobernador entonces revela una oferta final: Rick deberá entregar Michonne (Danai Gurira) a cambio de evitar una masacre en la prisión. El Gobernador le da dos días para decidir.
Ambos grupos salen de la reunión y en muto desacuerdo; Andrea decide ir con el Gobernador y su grupo. El Gobernador vuelve a Woodbury y en secreto ordena a Martínez que establezca una emboscada en el granero, con el objetivo de traer de vuelta con vida a Michonne, y matar a Rick, ya que cualquiera de su pueblo se puede presentar en la reunión. Milton se muestra reticente frente a la crueldad del plan, pero no insiste en el asunto, mientras que El Gobernador mantiene los términos del acuerdo con Andrea.
En la prisión, Rick le dice al grupo que El Gobernador quiere a todos muertos y de que habrá una guerra. Él confía en privado con Hershel los verdaderos términos del acuerdo, pero a sabiendas de que El Gobernador los quiere asesinar a todos de todas maneras, debe considerar la posibilidad intentar evitarlo y si es correcto garantizar la seguridad de la prisión a cambio de uno de los miembros.

## Producción
Sarah Wayne Callies sigue siendo acreditada a pesar de no aparecer. 
"Arrow on The Doorpost" fue escrito por Ryan C. Coleman, quien se desempeña como asistente del guionista y productor ejecutivo Glen Mazzara en la serie. El episodio fue dirigido por David Boyd, quien fue el director de fotografía de la serie durante las dos primeras temporadas, al igual que en el episodio de la segunda temporada "Secrets" episodio de la temporada dirigido previamente.
El episodio originalmente se iba a titular: "Pale Horse". Escribe el crítico de televisión Keven Skinner: "Hablando del nombre del episodio - Yo no entiendo Deseo que el escritor y guionista Glen Mazzara había pegado con 'Pale Horse' y se mantiene la escena original con Daryl encontrando al jinete sin cabeza en un caballo vivo que se sitúa atado.

## Recepción

### Crítica
Zack Handlen, escribiendo para The A.V. Club, calificó el episodio B en una escala de A a F, comentando "Es mejor que los dos episodios antes de"Clear", y que trae Rick y El Gobernador juntos para su primera (y probablemente última) conversación cara a cara. En un sentido, este es un tipo diferente de estancamiento, pero es una manera mucho más interesante para mantener a raya a una gran batalla que sólo han gente pasear sin rumbo con gritos de vez en cuando". Eric Goldman de IGN le dio al episodio 8 sobre 10, diciendo que él disfrutó de las interacciones entre Rick y El Gobernador, y elogió el monólogo del actor David Morrissey.

### Índice de audiencia
La emisión original, fue visto por un estimado de 11,46 millones de espectadores, un aumento de audiencia del episodio anterior.